# Чемпіонат світу з кросу 2004
Чемпіонат світу з кросу 2004 був проведений 20-21 березня в Брюсселі.
Місце кожної країни у командному заліку у кожному забігу визначалося сумою місць, які посіли перші четверо спортсменів цієї країни.

## Чоловіки

### Дорослі
| Першість | Золото | Золото         | Срібло | Срібло      | Бронза | Бронза      |
| -------- | --- | -------------- | --- | ----------- | --- | ----------- |
| Особиста | Кененіса Бекеле Ефіопія | 35.52          | Гебрегзіабхер Гебремаріам Ефіопія                                                                                          | 36.10       | Сілеші Сіхіне Ефіопія                                                                                               | 36.11       |
| Командна | ЕфіопіяКененіса Бекеле (1) Гебрегзіабхер Гебремаріам (2) Сілеші Сіхіне (3) Їбелтал Адмассу (8) Тебебу Єнеу (15) Кетема Негуссіє (36) | 14 очок1 2 3 8 | КеніяЕліуд Кіпчоґе (4) Чарльз Каматі (5) Вілберфорс Талел (10) Джон Черуйот Корір (11) Сіміон Кіпроп (27) Річард Лімо (32) | 304 5 10 11 | ЕритреяЗерсенай Тадессе (6) Йонас Кіфле (9) Тесфайоганнес Месфен (22) Самсон Кіфлемаріам (29) Текле Менгістеаб (74) | 666 9 22 29 |

| Першість | Золото | Золото          | Срібло | Срібло     | Бронза | Бронза      |
| -------- | --- | --------------- | --- | ---------- | --- | ----------- |
| Особиста | Кененіса Бекеле Ефіопія | 11.31           | Гебрегзіабхер Гебремаріам Ефіопія | 11.36      | Марегу Зеудіє Ефіопія                                                                                               | 11.42       |
| Командна | ЕфіопіяКененіса Бекеле (1) Гебрегзіабхер Гебремаріам (2) Марегу Зеудіє (3) Деджене Берхану (11) Хуссан Адело (29) Мохаммед Деліле (31) | 17 очок1 2 3 11 | КатарАбдулла Ахмад Гассан (4) Саїф Саїд Шахін (5) Онесфоре Нкунзімана (8) Абдулазіз аль Амері (22) Алі Саадун аль Давуді (23) Хаміс Абдулла Сайфелдін (95) | 394 5 8 22 | КеніяЕліуд Кіруї (6) Айзек Сонгок (7) Абрахам Чебії (19) Кіплімо Мунерія (20) Боніфас Сонгок (21) Джон Кібовен (32) | 526 7 19 20 |

### Юніори
| Першість | Золото | Золото         | Срібло | Срібло     | Бронза                                                                          | Бронза      |
| -------- | --- | -------------- | --- | ---------- | ------------------------------------------------------------------------------- | ----------- |
| Особиста | Меба Тадессе Ефіопія | 24.01          | Боніфас Кіпроп Уганда | 24.03      | Ернест Кімелі Кенія                                                             | 24.16       |
| Командна | КеніяЕрнест Кімелі (3) Барнабас Косгеї (4) Хосея Мачаріньянг (6) Рональд Кіпчумба (7) Мозес Масаї (16) Стенлі Саліл (21) | 20 очок3 4 6 7 | ЕфіопіяМеба Тадессе (1) Мулугета Вондіму (5) Тессема Абшеро (9) Єрефу Бірхану (10) Кабтаму Рета (20) Тесфає Менгісту (15) | 251 5 9 10 | УгандаБоніфас Кіпроп (2) Мозес Аліва (8) Гарберт Окуті (11) Ніколас Квемої (12) | 332 8 11 12 |

## Жінки

### Дорослі
| Першість | Золото | Золото          | Срібло | Срібло     | Бронза                                                                                               | Бронза        |
| -------- | --- | --------------- | --- | ---------- | --- | ------------- |
| Особиста | Беніта Джонсон Австралія | 27.17           | Еджегаєху Дібаба Ефіопія                                                                                              | 27.29      | Веркнеш Кідане Ефіопія                                                                               | 27.34         |
| Командна | ЕфіопіяЕджегаєху Дібаба (2) Веркнеш Кідане (3) Теїба Еркессо (5) Дерарту Тулу (16) Еєрусалем Кума (43) Алемцехай Хайлу (59) | 26 очок2 3 5 16 | КеніяЕліс Тімбілілі (4) Юніс Чепкорір (7) Фріда Домонголе (9) Саллі Барсосіо (10) Джейн Нгото (20) Айрін Квамбаї (34) | 304 7 9 10 | Велика БританіяКеті Батлер (11) Ліз Єллінг (13) Луїз Деймен (22) Наталі Гарві (28) Гейлі Єллінг (29) | 7411 13 22 28 |

| Першість | Золото | Золото          | Срібло | Срібло    | Бронза | Бронза        |
| -------- | --- | --------------- | --- | --------- | --- | ------------- |
| Особиста | Едіт Масаї Кенія | 13.07           | Тірунеш Дібаба Ефіопія                                                                                                  | 12.44     | Теїба Еркессо Ефіопія                                                                                                  | 12.44         |
| Командна | ЕфіопіяТірунеш Дібаба (2) Теїба Еркессо (3) Веркнеш Кідане (4) Еджегаєху Дібаба (10) Амане Гобена (11) Безунеш Бекеле (18) | 19 очок2 3 4 10 | КеніяЕдіт Масаї (1) Ізабелла Очічі (5) Пеніна Чепчумба (7) Вів'єн Черуйот (8) Джейн Ванджіку (9) Беатріс Джепчумба (21) | 211 5 7 8 | КанадаЕмілі Мондор (13) Кармен Дума-Гуссар (17) Малінді Елмор (22) Тіна Коннеллі (35) Кортні Інман (37) Леа Пеллс (57) | 8713 17 22 35 |

### Юніорки
| Першість | Золото | Золото         | Срібло | Срібло     | Бронза | Бронза        |
| -------- | --- | -------------- | --- | ---------- | --- | ------------- |
| Особиста | Меселеч Мелкаму Ефіопія                                                                                              | 20.48          | Азіза Алію Ефіопія | 20.53      | Местават Тадессе Ефіопія                                                                                         | 20.56         |
| Командна | ЕфіопіяМеселеч Мелкаму (1) Азіза Алію (2) Местават Тадессе (3) Воркіту Аяну (4) Ємеалем Аяно (7) Хірут Мандефро (15) | 10 очок1 2 3 4 | КеніяЧемутай Ріонотукеї (5) Джебічі Ятор (6) Гледіс Чемвено (9) Еверлайн Кімвеї (16) Еммі Чепкуруї (17) Неллі Чепкуруї (18) | 365 6 9 16 | ЯпоніяМіяй Гітомі (10) Нохара Юко (11) Нійя Гітомі (19) Терада Кей (27) Інадомі Томока (29) Кацумата Місакі (33) | 6710 11 19 27 |

## Медальний залік
| Місце               | Країна              | Золото | Срібло | Бронза | Загалом |
| ------------------- | ------------------- | ------ | ------ | ------ | ------- |
| 1                   | Ефіопія             | 9      | 6      | 5      | 20      |
| 2                   | Кенія               | 2      | 4      | 2      | 8       |
| 3                   | Австралія           | 1      | 0      | 0      | 1       |
| 4                   | Уганда              | 0      | 1      | 1      | 2       |
| 5                   | Катар               | 0      | 1      | 0      | 1       |
| 6                   | Велика Британія     | 0      | 0      | 1      | 1       |
| 6                   | Еритрея             | 0      | 0      | 1      | 1       |
| 6                   | Канада              | 0      | 0      | 1      | 1       |
| 6                   | Японія              | 0      | 0      | 1      | 1       |
| Загалом (9 збірних) | Загалом (9 збірних) | 12     | 12     | 12     | 36      |

## Українці на чемпіонаті
Україна була представлена на чемпіонаті лише чоловічою юніорською командою у наступному складі: Ілля Сухарєв (Київська область), Сергій Трохименко (Київська область), Олександр Перепеча (Чернігівська область) та Владислав Таран (АР Крим). В індивідуальному заліку хлопці посіли 47, 69, 99 та 112 місця відповідно. У командному заліку юніорська команда опинилась на 17 місці з 327 очками.

## Відео
- Підсумки чемпіонату на YouTube